# Richard Bring
Carl Ebbe Richard Bring, född 2 juli 1877 i Uppsala, död 16 november 1936, var en svensk jurist och ämbetsman. Han var son till Sven Casper Bring.
Bring avlade filosofie kandidatexamen i Uppsala 1899 och hovrättsexamen 1903. Han blev därefter landskanslist i Uppsala 1906 och länsnotarie 1911, samt utnämndes till länsassessor 1917. Han var tillförordnad landssekreterare 1914–1917 samt 1920–1923 och blev landssekreterare 1923. Bring var underståthållare i Stockholm 1930–1936.
Bland Brings övriga uppdrag kan nämnas att han var sekreterare hos direktionen för Uppsala hospital och asyl 1906–1911, hos drätselkammaren 1907–1917 och hos stadsfullmäktige 1907–1923. Han var styrelseledamot för Uppsala läns sinnesslöanstalt 1918–1923, ledamot av domkyrkorådet 1912–1930, av styrelsen för Samariterhemmet 1912–1930, ordförande i styrelsen för Lindska skolan 1919–1930 och Uppsala läns folkhögskola och lantmannaskola 1923–1930. Vidare var han allmänt ombud i Uplandsbanken 1918–1930 och blev ordförande i styrelsen för Svenska Diakonsällskapet 1930. Han blev av Kungl. Maj:t förordnad som ordförande i styrelsen för Psykiatriska sjukhuset 1930 och i styrelsen för Kungliga Dramatiska teatern 1931. Från 1931 var han styrelseledamot i Skandinaviska Kreditaktiebolaget. Bring är begravd på Uppsala gamla kyrkogård.